# عين تينة (البقاع)
عين التينة  هي إحدى القرى اللبنانية من قرى قضاء البقاع الغربي في محافظة البقاع.

## التسمية
تسمى عين التينة لوجود قديما شجرة تين قرب منبع للمياه فيها.